# Општа медицина (часопис)
Општа медицина (енгл. General Medicine Journal) је научни часопис Српског лекарског друштва који излази два пута годишње на српском језику.

## О часопису
Секција Опште медицине при Српском лекарском друштву основана је марта 1966. године на иницијативу Драгољуба Урошевића и Оливере Мијалковић као групе специјалиста опште медицине. Основна идеја је била да се преко Секције ради на побољшању улоге и положаја опште медицине у нашем здравственом систему. Секција опште медицине издаје свој часопис Општа медицина који је уписан у регистар средстава јавног информисања које води Министарство за информације Републике Србије. Министарство за науку и технологију Републике Србије 1996. године даје своје мишљење да је часопис публикација од посебног интереса за науку. Припада категоризацији национални часопис. За ауторе из Србије текст објављивања рада је на српском језику са сажетком на енглеском, а за ауторе ван србије текст објкављивања рада је на енглеском језику са сажетком на српком и егнлеском. Часопис је слободног приступа пуним текстовима.

### Периодичност излажења
Часопис излази као двоброј, крајем априла и крајем септембра.

### Уредници
Главни и одгововорни уредник часописа од 2008. године је прим. др сц. мед. Сузана Станковић.

### Аутори прилога
У часопису се објављују радови чланова Секције опште медицине СЛД, чланова других секција медицинских и сродних струка које су од интереса за примарну здравствену заштиту. Часопис објављује оригиналне радове, саопштења, ревијалне радове, прегледне чланке, едукативне чланке, приказ случајева, приказе књига, радове из историје медицине, коментаре и писма Уредништву, као и друге прилоге.
Објављују се радови који нису публиковани, што аутори гарантују потписом. Уколико је рад део магистарске тезе, односно докторске дисертације, или је урађен у оквиру научног пројекта, или је рад претходно саопштен на неком стручном скупу то треба посебно назначити.
Приспеле рукописе Уредништво шаље рецензентима ради стручне процене. Рецензентима није познат идентитет аутора рукописа. Часопис објави око 80% приспелих текстова,

### Рецензенти
- Прим. др Милоранка Петров Киурски
- Прим. др Невенка Димитријевић
- Прим. др сц. Данка Прванов
- Прим. др сц. Горан Читлучанин
- Прим. др Златка Марков
- Прим. мр сц. Љиљана Балош Секулоски
- Прим. др сц. Сузана Станковић
- Прим. др Весна Марић
- Прим. др Жаклина Тутуновић

### Теме
- Општа медицина
- Породична медицина
- Примарна здравствена заштита
- Превентивна медицина
- Континуирана едукација медицинских стручњака
- Кардиологија
- Гастроентерологија
- Пулмологија
- Оториноларингологија

## Секција опште медицине
У свом настојању да помогне лекарима опште медицине, специјалистима опште медицине, у стицању нових практичних теоретских знања, Секција је јасно дефинисала циљеве у организовању континуиране медицинске едукације, акредитоване од стране Лекарске коморе. Сваки пројекат који се ради под покровитељством Секције опште медицине Српског лекарског друштва, било да је едукативног или истраживачког карактера, подржан је од стране Научног одбора и Етичког одбора Секције. То је гаранција квалитета у раду који желимо да понудимо свима који прихвате нашу сарадњу. Највеће признање које је Секција добила је повећање броја чланова и све већи број учесника на стручним кенференцијама и едукативним семинарима у организацији Секције.

## Реферисање у базама података
- СЦИндекс